# 펠라스고스
펠라스고스(Pelasgos)는 그리스 신화에 나오는 인물이다.
- 제우스와 니오베의 아들이다. 오케아니데스의 하나인 멜리보이아 사이에서 리카온과 테메노스 두 아들을 낳았다.
- 아르고스 왕 트리오파스의 아들이다. 아게노르, 이아소스, 메세네의 형제이다. 그의 아들 히포토오스는 트로이 전쟁에 참전하여 트로이 편에 서서 그리스군과 싸웠다. 딸 라리사는 포세이돈과의 사이에서 아카이아의 시조가 된 아카이오스를 비롯하여 프티오스, 아버지와 이름이 같은 펠라스고스 세 아들을 낳았다.